# Kaihō Yūshō
Kaihō Yūshō, nombre artístico de  Kaihō Shōeki, fue un pintor japonés. Nació en 1533 en la Provincia de Ōmi y falleció en 1615 en Kyōto.

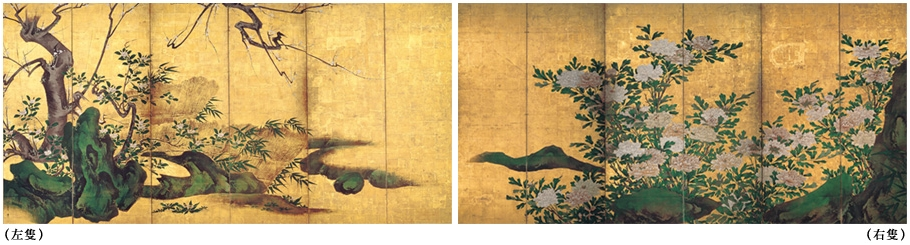
Biombo con decoración floral del pintor japonés Kaihō Yūshō.

## La Edad de Oro de la pintura mural
Tras la guerra civil que est había estallado en el primer año de la Era Ōei (1467), que arrasa durante once años la capital de Kyōto,  la hegemonía política de los shogun del clan Ashikaga, ya sacudida por disturbios sociales y económicos, comienza a declinar. Los tres primeros cuartos del siglo XVI se caracterizan por repetidos periodos de guerras civiles entre los caudillos locales, aunque las Ashikaga conservaron siempre el título de Shogun, aunque de manera cada vez más nominal. Hijo de un señor de la Provincia de Ōmi, Yūshō, entró desde muy joven como novicio en el monasterio Zen de Tōfuku-ji, a Kyōto,  escapando así a la suerte de toda su familia, exterminada durante el ataque del Shogun Oda Nobunaga en 1573.

## Biografía
Ante la vocación artística de su joven novicio, el superior del monasterio lo envía a aprender pintura en el taller de Kanō Motonobu, que aprecia su talento. Yūshō perpetúa, en el dominio pictórico, la gloria que sus ancestros habían adquirido por las armas, pero no cesa sin embargo de mezclarse con los militares y los grandes frailes Zen. Su estilo, original e independiente de la Escuela Kanō, como el estilo de Hasegawa Tōhaku, viene a enriquecer la pintura de la época Monoyama. En efecto, continuará con su estudio de la pintura Sumi-e o Suibokuga más allá del arte Kanō, remontando hasta las fuentes de los maestros chinos de la Dinastía Song, y en particular Liáng Kǎi.

### La tentación de lo decorativo
La decoración interior del principal edificio del Kennin-ji, otro monasterio Zen de Kyōto, montada hoy en cincuenta grandes rollos verticales, ilustra su arte del paisaje en estilo cursivo y simplificado, donde los personajes a la manera china, el dragón, las nubes, los árboles en flor y los pájaros están tratados en toques de tintas variadas diluidas con varios matices y cuyos tonos degradados bastan para representar, sin ningún contorno, los árboles, los peñascos, las flores y los pájaros en su volumen y en su movimiento.
Hay además otra manera muy característica de representar los personajes con grandes líneas simplificadas, mientras que sus pinceladas agudas y elegantes parecen nacer de un único toque de pincel. Estas características, particularmente destacables en sus composiciones monocromáticas, también se encuentran en sus obras polícromas, como atestiguan los tres pares de biombos conservados en el templo Myōshin-ji de Kyōto,  donde el aspecto decorativo está realzado por elementos de sumi-e.

### Su estilo precursor
Los obras citadas más arriba están consideradas como pertenecientes a su periodo de madurez, entre 1595 y 1600, a la cual llega bastante tarde, probablemente a la edad de sesenta años. Las bonitas firmas que tiene la costumbre de fijar sobre cada obra, costumbre que no estaba todavía generalizada entre los pintores de su tiempo, denota su confianza en su valor artístico. El efecto muy original de estos biombos justifica plenamente su renombre: el pintor consigue introducir en la composición polícroma y decorativa los elementos de sumi-e, sobre todo cuando pone en escena a personajes chinos históricos o legendarios.
Los peñascos y los troncos de árboles están dibujados únicamente por toques de tinta matizada sobre el fondo blanco del papel, mientras que los colores brillantes reservados a los ropajes o a las arboledas están realzados por el oro de las nubes y del suelo. El matiz decorativo está más acentuado en el tercer par de biombos, consagrados el uno a las flores de peonias y la otra a las flores de ciruelo y a las camelias. Sobre un fondo de oro que evoca el aire brillante del comienzo del verano, las peonias, símbolo de lujo y de nobleza, se abren suntuosamente entre la espesura.
Algunos riscos, coloreados en verde y marcados por toques de tinta, crean un feliz equilibrio. Fuera de las tintas variadas y delicadas de las flores (blanco, rosa, naranja y verde muy claro), la pigmentación es más bien simple y conforme al temperamento apasionado y esencial del artista. Lo que da vida a esta composición es, ante todo, un dinamismo ligero y agradable: bajo el soplo del viento de mayo que se levanta repentinamente, todas las ramas cargadas de flores se agitan en un movimiento acompasado y forman un vasto círculo.  Menos fastuoso que el estilo de Kanō Eitoku y tal vez menos potente que el de Tōhaku,  el arte de Tūshō demuestra una serenidad y una elegancia grandiosos.

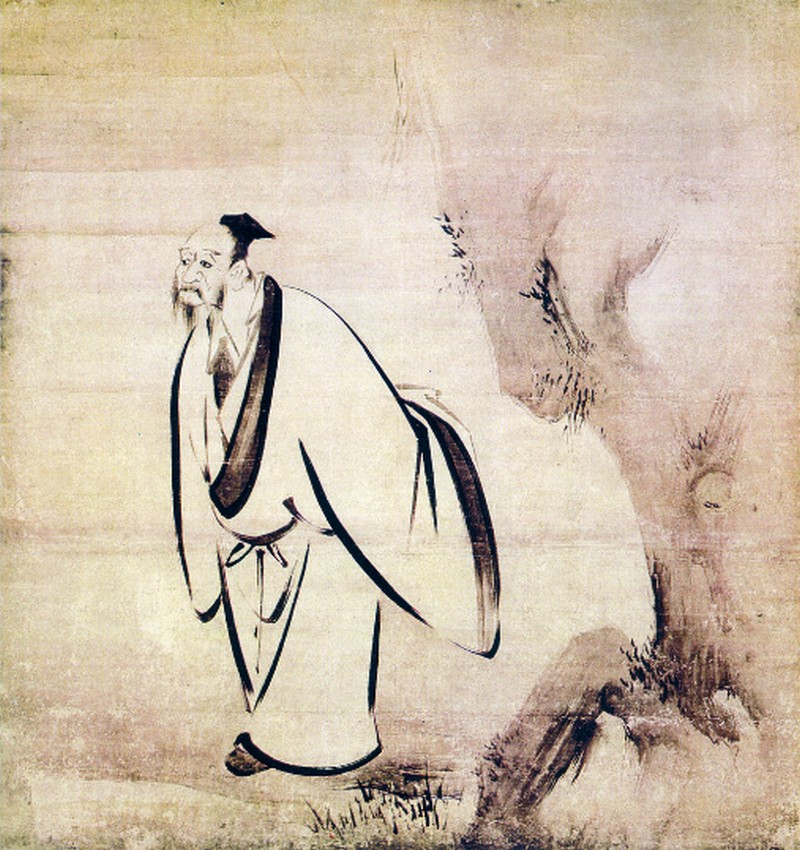
Uno de los siete sabios, por el pintor Kaihō Yūshō

## Museos
- Kyōto (Museo Nacional):
  - Plantas en flor.
  - Los ocho amigos del vino, datados en 1602, tinta sobre papel, dos biombos de seis hojas, (Registro de Bienes Culturales Importantes).
  - Pinos, bambúes y ciruelos, colores sobre papel, (Registro de Bienes Culturales Importantes).
  - Doce puertas correderas.
- Kyōto ( Myōshin-ji):
  - Peonias, detalle de un biombo, ca. 1595-1600, oro y colores sobre papel, dimensiones del conjunto: 177,7x360,9.
- Kyōto (Kennin-ji):
  - El uno de los Siete Sabios,[n 1] tinta sobre papel, panel superior:158cm.
  - Pájaros sobre una rama de pino,[n 2] tinta sobre papel, (cada puerta corredera: 117x173).